# Macon (Georgie)
Macon, oficiálně Macon–Bibb County je město nacházející se ve federálním státě Georgie ve Spojených státech amerických. Leží blízko geografického středu federálního státu, zhruba 137 kilometrů jihovýchodně od Atlanty. Dle údajů z roku 2018 mělo město 153 095 obyvatel.

## Historie
Na území tohoto města žili v 18. století n. l. kríkové. Před nimi zde žila Mississippská kultura, které budovala valy pro ceremoniální a náboženské účely. Byly využívány také pro pohřbívání.

## Významní lidé
Little Richard (1932–2020) byl narozen v Maconu.

## Podnebí
V Maconu je vlhké subtropické podnebí (Cfa).

## Partnerská města
Macon má 6 partnerských měst:
- Mâcon, Francie
- Elmina, Ghana
- Kurobe, Japonsko
- Uljanovsk, Rusko
- Kao-siung, Tchaj-wan
- Gwacheon, Jižní Korea